# Koki Tachi
Koki Tachi (舘 幸希 Tachi Koki?), född 14 december 1997 i Mie prefektur, är en japansk fotbollsspelare.
Tachi började sin karriär 2020 i Shonan Bellmare.